# Élections cantonales de 1901 dans la Somme
Les élections cantonales françaises de 1901 ont eu lieu le 21 et 28 juillet 1901.

## Contexte départemental

### Assemblée départementale sortante
Avant les élections, le conseil général de la Somme est présidé par Achille Bernot (Prog.), à la tête du département depuis 1898. Il comprend 41 conseillers généraux issus des 41 cantons de la Somme. 20 d'entre eux sont renouvelables lors de ces élections.
| Parti                                           | Sigle | Sigle  | Élus |
| ----------------------------------------------- | ----- | ------ | ---- |
| Centre (30 sièges)                              |       |        |      |
| Républicains de gauche                          |       | RdG    | 19   |
| Parti républicain radical et radical-socialiste |       | PRRRS  | 10   |
| Radicaux indépendants                           |       | RI     | 1    |
| Droite (10 sièges)                              |       |        |      |
| Républicains progressistes                      |       | Prog.  | 7    |
| Conservateurs                                   |       | Cons.  | 2    |
| Ralliés                                         |       | Rallié | 1    |
| Gauche (1 siège)                                |       |        |      |
| Socialistes indépendants                        |       | SI     | 1    |
| Président du conseil général                    |       |        |      |
| Achille Bernot (Prog.)                          |       |        |      |

## Conseil général élu
| Canton             | Conseiller sortant         | Étiquette | Candidat élu                | Étiquette |
| ------------------ | -------------------------- | --------- | --------------------------- | --------- |
| Abbeville-Sud      | Adrien Le Coustellier*     | RdG       | Charles Bignon              | RdG       |
| Acheux-en-Amiénois | Albert Faton de Faverney   | Cons.     | Albert Faton de Faverney    | Cons.     |
| Albert             | Charles Potez-Leduc        | PRRRS     | Charles Potez-Leduc         | PRRRS     |
| Amiens-Nord-Ouest  | Louis Dutilloy             | SI        | Louis Dutilloy              | SI        |
| Amiens-Sud-Est     | Fernand Lévecque*          | PRRRS     | Alphonse Fiquet             | PRRRS     |
| Ault               | Adéodat Gilson             | PRRRS     | Adéodat Gilson              | PRRRS     |
| Chaulnes           | Ernest Boinet              | RdG       | Ernest Boinet               | RdG       |
| Conty              | Alphonse de l'Épine        | Cons.     | Alphonse de l'Épine         | Cons.     |
| Corbie             | Léon Curé                  | RdG       | Léon Curé                   | RdG       |
| Crécy-en-Ponthieu  | Émile Coache               | RdG       | Émile Coache                | RdG       |
| Domart-en-Ponthieu | François-Jules Brouilly    | RdG       | François-Jules Brouilly     | RdG       |
| Hallencourt        | Anschaire Deneux           | RdG       | Anschaire Deneux            | RdG       |
| Ham                | Achille-Joseph Bernot      | Prog.     | Achille-Joseph Bernot       | Prog.     |
| Hornoy-le-Bourg    | Eugène Neveu               | RdG       | Eugène Neveu                | RdG       |
| Molliens-Vidame    | Edmond Séclet              | PRRRS     | Edmond Séclet               | PRRRS     |
| Montdidier         | Clovis Bourdon             | PRRRS     | Clovis Bourdon              | PRRRS     |
| Moreuil            | Armand Rousseaux           | RdG       | Arthur Quillet              | PRRRS     |
| Moyenneville       | Henri des Lyons de Feuchin | Rallié    | Louis de Douville-Maillefeu | PRRRS     |
| Péronne            | Ernest Baudelot            | RdG       | Ernest Baudelot             | RdG       |
| Rue                | Anatole Gosselin           | RdG       | Anatole Gosselin            | RdG       |

*Conseillers généraux sortants ne se représentant pas

### Élus
| Partis       | Partis                                          | Conseillers sortants | Conseillers élus | Évolution     |
| ------------ | ----------------------------------------------- | -------------------- | ---------------- | ------------- |
|              | Républicains de gauche                          | 10                   | 9                | 1             |
|              | Parti républicain radical et radical-socialiste | 5                    | 7                | 2             |
| Total Centre | Total Centre                                    | 15                   | 16               | 1             |
|              | Républicains progressistes                      | 1                    | 1                | en stagnation |
|              | Conservateurs                                   | 2                    | 2                | en stagnation |
|              | Ralliés                                         | 1                    | 0                | 1             |
| Total Droite | Total Droite                                    | 4                    | 3                | 1             |
|              | Socialistes indépendants                        | 1                    | 1                | en stagnation |
| Total Gauche | Total Gauche                                    | 1                    | 1                | en stagnation |

### Groupes politiques
| Parti                                           | Sigle | Sigle | Élus |
| ----------------------------------------------- | ----- | ----- | ---- |
| Centre (31 sièges)                              |       |       |      |
| Républicains de gauche                          |       | RdG   | 18   |
| Parti républicain radical et radical-socialiste |       | PRRRS | 12   |
| Radicaux indépendants                           |       | RI    | 1    |
| Droite (9 sièges)                               |       |       |      |
| Républicains progressistes                      |       | Prog. | 7    |
| Conservateurs                                   |       | Cons. | 2    |
| Gauche (1 siège)                                |       |       |      |
| Socialistes indépendants                        |       | SI    | 1    |
| Président du conseil général                    |       |       |      |
| Achille Bernot (Prog.)                          |       |       |      |